# Linogravură
Linogravura este un procedeu de reproducere și multiplicare pe hârtie a unui desen săpat într-o placă de linoleum.
3 Linogravura este o tehnică grafică în care modelul se sapă cu dăltița în linoleum, se acoperă cu cerneală tipografică și apoi se trece prin presa de grafică pentru a imprima modelul pe hârtie. Fiecare piesă este realizată manual și notată: tiraj (marcajul “EA” semnifică seria de autor, o serie restrânsă, cu anumite particularități), anul, titlul, tehnica, semnătura autorului. Deși parte a unei serii, fiecare lucrare este unică prin diferențele de culoare, imprimare, notare, hârtie, și prin combinarea modelelor decorative.